# Benedita Barata da Rocha
Benedita Barata da Rocha (Lisboa, 24 de Fevereiro de 1949 - Lisboa, 2 de Outubro de 2021) é uma imunologista portuguesa, condecorada com a Ordem Nacional da Legião de Honra atribuída pelo governo francês. Em 2021, Ministério da Ciência, Tecnologia e Ensino Superior português, distinguiu-a com a Medalha de Mérito Cientifico. 

## Percurso
Licenciada em Medicina pela Faculdade de Medicina da Universidade de Lisboa em 1972, doutorou-se em Imunologia pela Universidade de Glasgow (Escócia), em 1978.
Foi directora de investigação do Centro Nacional de Investigação Científica Francês e dirigiu uma unidade de investigação do Institut National de la Santé et de la Recherche Médicale no Instituto Necker, em Paris. 

## Trabalho de Investigação
Tem contribuições cientificas importantes no estudo da biologia dos linfócitos T e da memória imunológica. Foi a primeira a demonstrar que a sobrevivência dos linfócitos T8 é um processo activo que exige o reconhecimento pelo TCR de moléculas de complexo principal de histocompatibilidade do próprio 

## Prémios e Reconhecimento
Ganhou o primeiro Prémio Pfizer de Investigação em 1983 com António A. Freitas pela investigação "Subpopulações de linfócitosT no murganho". 
Em 1987 recebeu o Prémio Gulbenkian de Ciência, conjuntamente com os professores António Freitas e António Coutinho.
Em 2007 foi-lhe atribuída a Medalha de Prata do CNRS como reconhecimento pela sua carreira científica.
Em 2009 foi-lhe atribuída uma European Research Council advanced grant.
O governo francês distinguiu-a com a Ordem Nacional da Legião de Honra, em 2008.
Em 2021, foi distinguida com a Medalha de Mérito Cientifico do Ministério da Ciência, Tecnologia e Ensino Superior português.

Era sócia honorária da Sociedade Portuguesa de Imunologia.